# Faramir
Vous lisez un « bon article » labellisé en 2010.
Faramir est un personnage du roman Le Seigneur des anneaux de J. R. R. Tolkien.
Fils de l'Intendant du Gondor Denethor et frère cadet de Boromir, Faramir apparaît dans le second volet du Seigneur des anneaux, Les Deux Tours, lorsqu'il croise la route du trio de voyageurs constitué par Frodon, Sam et Gollum. Contrairement à son frère, il résiste à l'attraction de l'Anneau unique et laisse son porteur continuer sa quête.
Rôdeur de l'Ithilien et capitaine de l'armée du Gondor après la mort de Boromir, il est blessé et tenu pour mort alors qu'il mène la retraite de ses troupes jusque sous les murs de Minas Tirith. Durant sa convalescence, il rencontre Éowyn et tombe amoureux d'elle. Il l'épousera après la fin de la guerre de l'Anneau. Il devient également Intendant du Gondor, prince d'Ithilien et seigneur d'Emyn Arnen.
Le personnage de Faramir apparaît dans plusieurs adaptations du roman de Tolkien, notamment la trilogie réalisée par Peter Jackson, où son caractère subit d'importants changements ; il se révèle notamment moins insensible à la tentation de l'Unique.
Dans son étude des brouillons du Seigneur des anneaux, Christopher Tolkien indique que son père n'a pas prévu initialement la présence de Faramir dans l'histoire : il ne l'invente qu'au moment de le faire apparaître dans l'intrigue, ce qui entraîne un report de son dénouement, ainsi qu'un développement de l'histoire du Gondor et du Rohan. Le personnage partage également plusieurs traits de caractère avec son auteur.

## Histoire

### AvantLe Seigneur des anneaux
Les premières années de vie de Faramir sont décrites rapidement dans le récit principal du Seigneur des Anneaux et plus en détail dans les appendices du livre. Il est indiqué que Faramir est né en l'an 2983 du Troisième Âge, cinq ans après son frère aîné Boromir. Leur père, Denethor, devient Intendant du Gondor un an après la naissance de Faramir. Leur mère, Finduilas, la fille du prince Adrahil de Dol Amroth, meurt prématurément en 2988, et il en garde « un souvenir de beauté dans un temps lointain et son premier chagrin ».
Après la mort de sa femme, Denethor devient sombre, froid et détaché de sa famille, alors que la relation entre ses deux fils s'épanouit. Les frères s'aiment beaucoup et se portent une grande estime ; leurs relations sont dépourvues de jalousie ou de rivalité, bien que Denethor favorise ouvertement son fils aîné. Avec un frère autoritaire et un père d'une grande force de caractère et un statut de souverain du Gondor, Faramir est intimidé et prend l'habitude de ne pas divulguer ses propres opinions. Faramir déplaît à son père en se rapprochant du mage Gandalf lorsque celui-ci se rend à Minas Tirith, la capitale du Gondor. Avide de connaissances, Faramir apprend beaucoup de Gandalf sur l'histoire du royaume et sur la mort d'Isildur,.
En 3018 T.A., la guerre de l'Anneau éclate : Sauron attaque la ville en ruines d'Osgiliath qui garde le passage vers Minas Tirith. Faramir et Boromir en commandent la défense et sont parmi les rares survivants lorsque la moitié orientale d'Osgiliath est envahie et que les ponts sur le fleuve Anduin sont détruits.
Peu avant la bataille, Faramir fait un rêve prophétique qui se répète par la suite, et que Boromir fait une fois également. Dans ce rêve, une voix annonce le Conseil d'Elrond qui se tiendra à Fendeval, loin au nord, et parle de l'éveil du fléau d'Isildur, de l'approche du Destin, et d'un Demi-homme. Faramir décide de faire le voyage jusqu'à Fendeval pour obtenir des conseils d'Elrond, mais Boromir prend sa place, craignant pour son frère, un geste approuvé par Denethor. Faramir reste pour défendre le Gondor,.

### Les Deux Tours
Faramir rencontre les Hobbits Frodon Sacquet et Samsagace Gamegie en Ithilien et reconnaît en eux les Demi-hommes dont parlaient ses rêves. Faramir interroge Frodon sur sa quête, et celui-ci lui apprend qu'il a quitté Fondcombe avec huit compagnons. Faramir lui demande ce qu'il est advenu de son frère, et raconte qu'une nuit, lors de sa garde, il est entré dans les eaux de l'Anduin après avoir vu un bateau. Il contenait le cadavre de son frère, tué par des Orques.
Faramir interroge également Frodon concernant le Fléau d'Isildur, mais le hobbit esquive le sujet. Faramir discerne toutefois qu'il s'agit d'un objet dangereux, conçu par Sauron, qui a causé la brouille entre son frère et Frodon. Il dévoile ses pensées, révélant un caractère fort différent de son frère :

« Mais soyez tranquille, à présent ! Je ne prendrais pas cet objet s’il gisait au bord de la grand-route. Minas Tirith fût-elle au seuil de la ruine, et fussé-je moi seul capable de la sauver, mettant alors l’arme du Seigneur Sombre au service de son bien et de ma propre gloire. Non, je n’aspire pas à de tels triomphes, Frodon fils de Drogon. »

Faramir conduit Frodon et Sam dans le repaire caché d'Henneth Annûn, d'où il dirige une petite compagnie d'hommes dans des embuscades contre les Haradrim qui se rendent au Mordor pour rallier les armées de Sauron. Là-bas, Sam parle accidentellement du désir de Boromir de s'emparer de l'Anneau Unique, révélant ainsi que Frodon en est le porteur. Malgré les craintes des hobbits, Faramir est assez sage pour comprendre que l'objet ne doit pas être employé. Avec cette information, il réalise également ce à quoi son frère a dû faire face, et émet le regret de ne pas être parti lui-même, sachant que Boromir n'a pas été en mesure de résister à la tentation.
Durant la nuit, Gollum découvre le lac où se jette la cascade qui dissimule Henneth Annûn ; les hommes de Faramir sont tentés de le tuer, comme le veut la coutume. Frodon intercède en sa faveur auprès de Faramir, qui cède et laisse la créature vivre. Le lendemain, Faramir remet des vivres aux hobbits et les laisse partir, non sans les mettre en garde contre Gollum.

### Le Retour du Roi

Blason du Gondor, la patrie de Faramir

Le lendemain soir, à Cair Andros, Faramir envoie sa compagnie au sud pour renforcer la garnison d'Osgiliath, tandis que lui et trois de ses hommes montent à Minas Tirith. En chemin, ils sont poursuivis par les serviteurs de Sauron, les Nazgûl ; les cavaliers, désarçonnés, ne sont sauvés que par l'intervention de Gandalf, qui chasse temporairement leurs ennemis.
Faramir relate à Denethor et Gandalf sa rencontre avec Frodon et Sam, sans parler de l'Anneau ; son père est mécontent qu'il les ait laissés partir et laisse éclater sa rancœur, déclarant qu'il aurait préféré que les places de ses fils aient été échangées.
Faramir repart dès le lendemain pour Osgiliath, attaquée à nouveau par les forces du Mordor. La ville tombe entre les mains du Roi-Sorcier d'Angmar, et le Pelennor est envahi. Faramir reste à l'arrière-garde afin de s'assurer du bon ordre de la retraite, mais il est grièvement blessé par une flèche. Une sortie menée par le prince de Dol Amroth permet toutefois de le sauver.
Le voyant inconscient, Denethor croit son fils mortellement blessé. Déjà en proie au désespoir en raison de son utilisation du palantír, l'Intendant perd la raison et ordonne à ses serviteurs de construire un bûcher pour lui et son fils. Peregrin Touc, au service de Denethor depuis peu, part alerter Gandalf et Beregond, l'un des gardiens de la Tour, qui arrêtent le sacrifice juste à temps pour sauver la vie de Faramir, même si son père préfère s'immoler.
Deux jours plus tard, une fois la bataille terminée, Aragorn soigne Faramir avec de l'athelas dans les Maisons de Guérison. Pendant sa convalescence, Faramir fait la connaissance d'Éowyn, Dame de Rohan. Ému par sa peine, sa fierté et sa beauté, il tombe amoureux d'elle. Éowyn, amoureuse d'Aragorn, commence par refuser ses avances, désirant aller à la guerre pour trouver l'honneur dans la mort. Mais elle réalise bientôt qu'elle en est venue à l'aimer à son tour.
Faramir exerce brièvement le pouvoir en tant qu'Intendant et prépare la cité pour l'arrivée d'Aragorn, héritier des trônes d'Arnor et de Gondor. Le jour du couronnement du roi, Faramir renonce officiellement à sa charge, mais Aragorn déclare que, tant que durera sa lignée, Faramir et ses descendants seront Intendants du Gondor. Aragorn nomme également Faramir Prince d'Ithilien, et Beregond comme capitaine de sa garde, la Compagnie Blanche.

### AprèsLe Seigneur des anneaux
En tant que prince d'Ithilien, les devoirs de Faramir incluent la surveillance de l'avant-poste le plus oriental du Gondor, la réhabilitation des territoires perdus, l'éradication des hors-la-loi et des Orques et le nettoyage de Minas Morgul du mal qui y résidait. Faramir remplit également le rôle traditionnel d'intendant, agissant comme principal conseiller du roi et assumant la direction du Gondor en son absence.
Il s'installe dans les collines d'Emyn Arnen, dans son fief d'Ithilien, et meurt à l'âge de 120 ans, en l'an 82 du Quatrième Âge. Un arbre généalogique des princes de Dol Amroth lui donne un fils, Elboron, jamais mentionné par ailleurs, qui lui succède comme prince d'Ithilien et donc vraisemblablement comme Intendant. Le prologue du Seigneur des anneaux mentionne également un petit-fils de Faramir nommé Barahir, auteur d'une version du’Conte d'Aragorn et d'Arwen reproduite, sous forme abrégée, dans les appendices du livre. Rien ne permet d'affirmer que Barahir est le fils d'Elboron.

### Arbre généalogique
|  |  | Intendants du Gondor | Intendants du Gondor | Intendants du Gondor | Intendants du Gondor | Intendants du Gondor | Intendants du Gondor |  |  | Princes de Dol Amroth | Princes de Dol Amroth | Princes de Dol Amroth | Princes de Dol Amroth | Princes de Dol Amroth | Princes de Dol Amroth |         |  |  |  |  |  |        |        |        |        |        |        |  |  | Rois du Rohan | Rois du Rohan | Rois du Rohan | Rois du Rohan | Rois du Rohan | Rois du Rohan |  |  |  |  |  |  |  |  |  |  |  |  |  |  |  |  |  |  |  |  |
|  |  | Intendants du Gondor | Intendants du Gondor | Intendants du Gondor | Intendants du Gondor | Intendants du Gondor | Intendants du Gondor |  |  | Princes de Dol Amroth | Princes de Dol Amroth | Princes de Dol Amroth | Princes de Dol Amroth | Princes de Dol Amroth | Princes de Dol Amroth |         |  |  |  |  |  |        |        |        |        |        |        |  |  | Rois du Rohan | Rois du Rohan | Rois du Rohan | Rois du Rohan | Rois du Rohan | Rois du Rohan |  |  |  |  |  |  |  |  |  |  |  |  |  |  |  |  |  |  |  |  |
|  |  | Denethor II          | Denethor II          | Denethor II          | Denethor II          | Denethor II          | Denethor II          |  |  | Finduilas             | Finduilas             | Finduilas             | Finduilas             | Finduilas             | Finduilas             |         |  |  |  |  |  | Éomund | Éomund | Éomund | Éomund | Éomund | Éomund |  |  | Théodwyn      | Théodwyn      | Théodwyn      | Théodwyn      | Théodwyn      | Théodwyn      |  |  |  |  |  |  |  |  |  |  |  |  |  |  |  |  |  |  |  |  |
|  |  | Denethor II          | Denethor II          | Denethor II          | Denethor II          | Denethor II          | Denethor II          |  |  | Finduilas             | Finduilas             | Finduilas             | Finduilas             | Finduilas             | Finduilas             |         |  |  |  |  |  | Éomund | Éomund | Éomund | Éomund | Éomund | Éomund |  |  | Théodwyn      | Théodwyn      | Théodwyn      | Théodwyn      | Théodwyn      | Théodwyn      |  |  |  |  |  |  |  |  |  |  |  |  |  |  |  |  |  |  |  |  |
|  |  |                      |                      |                      |                      |                      |                      |  |  |                       |                       |                       |                       |                       |                       |         |  |  |  |  |  |        |        |        |        |        |        |  |  |               |               |               |               |               |               |  |  |  |  |  |  |  |  |  |  |  |  |  |  |  |  |  |  |  |  |
|  |  |                      |                      |                      |                      |                      |                      |  |  |                       |                       |                       |                       |                       |                       |         |  |  |  |  |  |        |        |        |        |        |        |  |  |               |               |               |               |               |               |  |  |  |  |  |  |  |  |  |  |  |  |  |  |  |  |  |  |  |  |
|  |  | Boromir              | Boromir              | Boromir              | Boromir              | Boromir              | Boromir              |  |  | Faramir               | Faramir               | Faramir               | Faramir               | Faramir               | Faramir               |         |  |  |  |  |  | Éowyn  | Éowyn  | Éowyn  | Éowyn  | Éowyn  | Éowyn  |  |  | Éomer         | Éomer         | Éomer         | Éomer         | Éomer         | Éomer         |  |  |  |  |  |  |  |  |  |  |  |  |  |  |  |  |  |  |  |  |
|  |  | Boromir              | Boromir              | Boromir              | Boromir              | Boromir              | Boromir              |  |  | Faramir               | Faramir               | Faramir               | Faramir               | Faramir               | Faramir               |         |  |  |  |  |  | Éowyn  | Éowyn  | Éowyn  | Éowyn  | Éowyn  | Éowyn  |  |  | Éomer         | Éomer         | Éomer         | Éomer         | Éomer         | Éomer         |  |  |  |  |  |  |  |  |  |  |  |  |  |  |  |  |  |  |  |  |
|  |  |                      |                      |                      |                      |                      |                      |  |  |                       |                       |                       |                       |                       |                       |         |  |  |  |  |  |        |        |        |        |        |        |  |  |               |               |               |               |               |               |  |  |  |  |  |  |  |  |  |  |  |  |  |  |  |  |  |  |  |  |
|  |  |                      |                      |                      |                      |                      |                      |  |  |                       |                       |                       |                       |                       |                       | Elboron |  |  |  |  |  |        |        |        |        |        |        |  |  |               |               |               |               |               |               |  |  |  |  |  |  |  |  |  |  |  |  |  |  |  |  |  |  |  |  |
|  |  |                      |                      |                      |                      |                      |                      |  |  |                       |                       |                       |                       |                       |                       |         |  |  |  |  |  |        |        |        |        |        |        |  |  |               |               |               |               |               |               |  |  |  |  |  |  |  |  |  |  |  |  |  |  |  |  |  |  |  |  |
|  |  |                      |                      |                      |                      |                      |                      |  |  |                       |                       |                       |                       |                       |                       | Barahir |  |  |  |  |  |        |        |        |        |        |        |  |  |               |               |               |               |               |               |  |  |  |  |  |  |  |  |  |  |  |  |  |  |  |  |  |  |  |  |

1. ↑  La filiation de Barahir n'est pas certaine.

## Caractéristiques
Beregond décrit Faramir à Pippin en ces termes :

« Il est hardi, plus hardi que beaucoup ne le pensent, car, de nos jours, les hommes sont lents à croire qu'un capitaine puisse être sage et versé dans la science des archives et des chansons, comme il l'est, et n'en être pas moins homme d'audace et de jugement rapide sur le champ de bataille. Mais tel est Faramir. Moins aventureux et ardent que Boromir, mais non moins résolu. »

Tolkien indique que Faramir ressemble beaucoup à son frère Boromir,, lequel est décrit comme un homme grand avec un visage juste et noble, aux cheveux noirs et aux yeux gris, fier et au regard profond, les membres de la lignée des intendants du Gondor ayant eux-mêmes, habituellement, une apparence plus noble que celle des autres habitants du pays. Dans le cas de Faramir, il est indiqué que le hasard veut que « le sang de l'Ouistrenesse coule en lui presque authentique », une chose rare. Cette caractéristique est développée par Tolkien à travers les pensées de Pippin :

« Il voyait devant lui un homme doué d'un air de haute noblesse, telle qu'en montrait parfois Aragorn, moins haute peut-être, mais aussi moins imprévue et vague : un des Rois des Hommes né à une époque ultérieure, mais touché par la sagesse et la tristesse de la Race Ancienne. [...] C'était un capitaine que les hommes suivaient volontiers [...] fût-ce sous l'ombre des ailes noires. »

Le talent de chef de Faramir, ses compétences d'armes et son jugement prompt et hardi se révèlent précieux dans la bataille, et lui valent le respect du Gondor pendant la Guerre de l'Anneau. Il défend le Gondor contre Sauron sur de nombreux fronts, sans cependant chercher à tirer de cette lutte un avantage personnel. Après la publication du Seigneur des anneaux, Tolkien a déclaré que « pour autant qu'un des personnages soit "comme moi", il s'agit de Faramir ». La relation que Faramir entretient avec la guerre dans l'histoire de Tolkien reflète celle de l'auteur lui-même, qui fut soldat lors de la Première Guerre mondiale et combattit lors de la bataille de la Somme.
Tolkien fit longtemps un rêve récurrent impliquant une « Grande Vague » apportant « l'obscurité inéluctable » ; il le « légua » au personnage de Faramir, qui le raconte à Éowyn sur les remparts de Minas Tirith : « lorsque Faramir parle de sa vision personnelle de la Grande Vague, il parle en mon nom. Cette vision et ce rêve ont toujours été en moi ».

## Noms et titres
Tolkien n'explique nulle part le sens du nom Faramir, ni n'indique dans quelle langue est ce nom. Dans les appendices du Seigneur des anneaux, il affirme que les Intendants du Gondor cessent de prendre des noms en quenya après Mardil, et que la plupart des noms portés par les Dúnedain sont en sindarin et font référence à des héros du Premier Âge. Boromir est justement le nom d'un de ces héros, et Tolkien le décompose ailleurs en boron « homme constant, féal, fidèle vassal » et mîr « joyau ». Néanmoins, il existe un autre Faramir, le fils du roi Ondoher du Gondor, dont le nom est probablement quenya dans la mesure où tous les noms de rois sont dans cette langue.
Le second élément de Faramir est probablement le même que celui de Boromir, mais l'élément fara- n'est pas aisément interprétable ; le site Encyclopedia of Arda propose de le relier à la racine phar, ayant entre autres sens « suffire », ce qui ferait de Faramir un « joyau suffisant », en référence aux relations difficiles qu'il entretient avec son père.
Faramir est désigné par plusieurs titres dans Le Seigneur des anneaux : Capitaine du Gondor et Capitaine de la Tour Blanche (un titre auparavant porté par Boromir). Après la mort de son père, il devient Intendant du Gondor, avant d'abdiquer devant Aragorn, qui rétablit le titre d'Intendant du Roi et lui offre les titres de Prince d'Ithilien et Seigneur d'Emyn Arnen.

## Concept et création
Tolkien commença à travailler sur le Livre IV du Seigneur des anneaux en avril 1944, alors que son fils Christopher suivait un entraînement en Afrique du Sud pour devenir pilote. Les lettres que lui envoya son père, auxquelles il joignait les chapitres qu'il écrivait, permettent de dater avec une bonne précision l'évolution de cette partie du récit. Le 6 mai, il écrit à son fils :

« Un nouveau personnage est entré en scène (je suis sûr de ne pas l'avoir inventé, je ne l'ai même pas voulu, quoique je l'aime bien, mais il est arrivé là, marchant dans les bois de l'Ithilien : Faramir, le frère de Boromir – et il retarde la "catastrophe" avec tout un tas de choses sur l'Histoire du Gondor et du Rohan (avec, sans aucun doute, quelques réflexions profondes sur la gloire martiale et la gloire véritable) ; mais s'il continue encore longtemps, il devra être déplacé en grande partie dans les appendices [...] »

En réalité, les brouillons du chapitre « Ragoût de lapin aux herbes » (datant de la fin du mois d'avril) montrent, à la place de Faramir, un personnage nommé Falborn fils d'Anborn, qui est néanmoins déjà un parent de Boromir. À cette différence (et quelques autres) près, le récit est déjà très proche de sa forme finale. Tolkien s'interroge ensuite sur la mort de Boromir : doit-elle être connue au Gondor, et de Falborn en particulier ? Les brouillons publiés et étudiés par Christopher Tolkien montrent avec clarté l'évolution de la pensée de son père : ce dernier envisage tout d'abord que Falborn découvre le cor brisé de Boromir dans l'Anduin, puis l'idée lui vient de la vision de la barque funéraire de Boromir, et c'est alors que Falborn « se glisse sans décision consciente dans le rôle qui avait été préparé pour lui », lorsque Tolkien lui fait dire : « C'était Boromir mon frère, mort ». Falborn devient Faramir peu après.
Les brouillons du chapitre « Le Siège de Gondor » montrent un Denethor beaucoup plus amène à l'égard de son fils cadet, et lucide sur les défauts de Boromir et la situation défensive du Gondor. Après avoir hésité, Tolkien décida de rendre le discours de Denethor beaucoup plus dur, en lui faisant acquiescer à la question de Faramir « Souhaiteriez-vous donc que nos rôles eussent été échangés ? » et en insistant pour qu'Osgiliath soit défendue. Faramir s'oppose à cela, mais part prendre le commandement des défenses de la ville « fièrement, pour plaire à son père et lui prouver que Boromir n'était pas le seul brave ».
L'idée du mariage de Faramir et Éowyn ne vint à Tolkien que tardivement : elle apparaît pour la première fois sur un plan griffonné au dos d'un brouillon du chapitre « Le Champ de Cormallen ». Tolkien avait jusqu'alors envisagé qu'Éowyn épouse Aragorn ou qu'elle soit tuée lors de la bataille des Champs du Pelennor.
La vitesse de la relation entre Faramir et Éowyn reflète une culture que Tolkien décrit comme étant « plus primitive (i.e. moins corrompue) et plus noble », dans laquelle le jeu par petites approches de l'amour courtois n'existe pas. Un facteur dans le développement de leur amour vient de la conviction personnelle de Tolkien que les sentiments évoluent rapidement au cours des périodes de grand stress, notamment lorsque la mort semble proche.
À l'origine, Tolkien employa les pronoms archaïques thou « tu » et thee « toi » dans les conversations entre Faramir et Éowyn du chapitre « L'Intendant et le Roi », afin de représenter « un passage significatif de la courtoisie à la familiarité » : Faramir emploie thou dès la fin de leur premier échange (« But thou and I have both passed under the wings of the Shadow... »), tandis qu'Éowyn ne l'utilise pas avant leur dernière discussion aux Maisons de Guérison (« Dost thou not know? »). Toutefois, comme l'indique Christopher Tolkien, « il est souvent impossible d'être certain des intentions de mon père dans son usage des formes d'adresse 'thou, thee' et 'you' », et du reste, il supprima toutes ces nuances dans le texte final, où apparaît systématiquement you.
Pour finir, Faramir tenait à l'origine un rôle beaucoup plus important dans le couronnement d'Aragorn : c'est lui qui posait la couronne sur sa tête, avec le prince de Dol Amroth, rôle attribué à Gandalf dans le texte final.

## Homonymes
Deux autres personnages de l'œuvre de Tolkien portent le nom de Faramir :
- Faramir est le fils cadet du roi du Gondor Ondoher, il est parti au combat contre les Gens-des-Chariots, au mépris des lois du pays, qui interdisaient que tous les fils du roi aillent combattre en même temps. Lui et son frère aîné Artamir ont été tués en l'an 1944 du Troisième Âge ;
- Faramir Touc est le fils de Peregrin Touc.

## Adaptations

### Illustrations
Faramir est un personnage qui a inspiré de nombreux dessinateurs, parmi lesquels John Howe, Ted Nasmith et Anke Katrin Eissmann.

### Radio
Dans l'adaptation radiophonique du Seigneur des anneaux de 1956, Derek Prentice prête sa voix aussi bien à Boromir qu'à Faramir, et dans l'adaptation américaine de 1979, John Vickery prête sa voix à plusieurs personnages, dont Faramir.
Dans la version radiophonique diffusée sur la BBC en 1981, c'est Andrew Seear qui prend le rôle. Cette adaptation est réputée pour son respect des livres, et Peter Jackson a reconnu son influence sur sa propre adaptation au cinéma,. Le personnage de Faramir y est très proche de l'original : il est capable de résister à l'Anneau Unique, contrastant ainsi avec ce qu'a fait Jackson avec le personnage.

### Films
Dans The Return of the King, adaptation en dessin animé du roman par Jules Bass et Arthur Rankin Jr. (1980), un homme aux cheveux sombres est montré à côté d'Éowyn pour saluer Aragorn quand il entre dans Minas Tirith. Il est possible qu'il faille voir en lui Faramir.

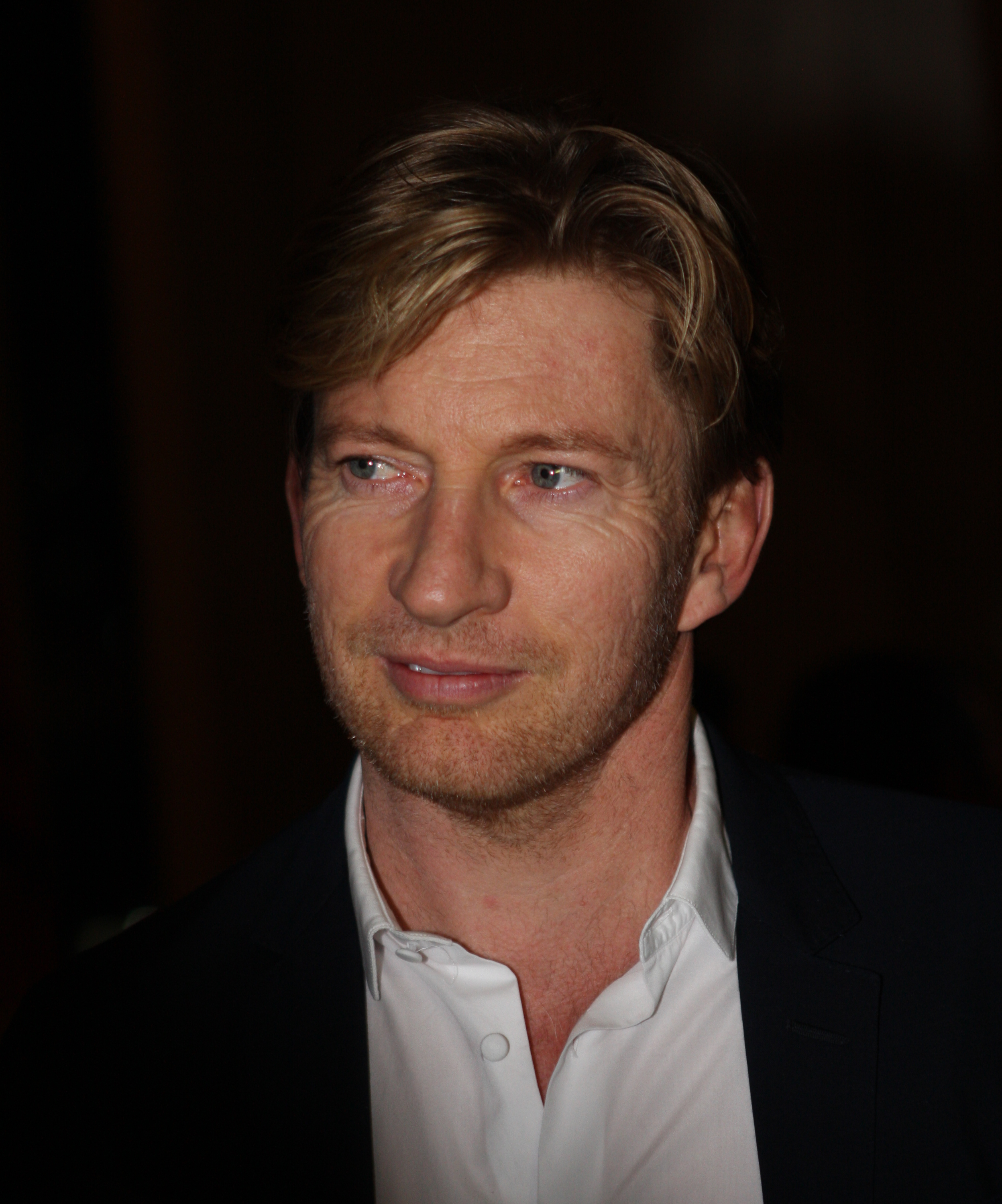
David Wenham interprète Faramir dans la trilogie de Peter Jackson

Dans la trilogie cinématographique du Seigneur des Anneaux réalisée par Peter Jackson, le rôle de Faramir est interprété par David Wenham. L'acteur affirme en plaisantant qu'il a obtenu ce rôle parce que lui et Sean Bean, l'interprète de Boromir, ont tous deux de grands nez. Les apparences de Faramir et de son frère ont été légèrement modifiées par rapport à la description des livres. Dans les films, ils ont les cheveux clairs et portent la barbe, alors que dans les livres ils ont les cheveux sombres, et, d'après une déclaration des Contes et légendes inachevés, sont imberbes.
Le scénario du deuxième film, Les Deux Tours, introduit un changement significatif par rapport au livre : dans un premier temps, Faramir ne laisse pas Frodon, Sam, et Gollum s'en aller, mais décide de les conduire, ainsi que l'Anneau Unique, à son père. Il les emmène à Osgiliath et ne les libère pas avant que le Nazgûl n'ait attaqué la cité et menacé Frodon d'une capture.
Jackson s'est justifié en déclarant avoir besoin d'une autre aventure pour retarder Frodon et Sam, l'épisode de Cirith Ungol ayant été déplacé dans le troisième film, et qu'il avait donc besoin d'une nouvelle acmé. En fait, selon la chronologie donnée par Tolkien, Frodon et Sam avaient à peine atteint la Porte Noire au moment de la chute d'Isengard. En outre, Jackson soutient qu'il était nécessaire que Faramir soit tenté par l'Anneau, du fait que dans ses films, tout le monde était tenté, et que la résistance de Faramir aurait semblé incohérente aux yeux des spectateurs. La coscénariste Philippa Boyens et l'acteur David Wenham défendirent le changement de caractère de Faramir en tant que moyen d'augmenter la tension dramatique : la nature « incorruptible » de Faramir dans le livre n'aurait pas « bien rendu à l'écran ». Wenham trouvait aussi le personnage original de Tolkien « dramatiquement mort », bien qu'il n'ait pas lu le livre avant le début du tournage.
Quelques fans n'ont néanmoins pas été convaincus par ce changement et par les justifications de l'équipe, et d'autres notent que les modifications apportées au personnage l'ont rendu trop semblable à son frère Boromir, affaiblissant fortement le contraste entre les deux. Dans son article Another Road to Middle-earth: Jackson's Movie Trilogy, Tom Shippey place le changement de caractère de Faramir et le passage à Osgiliath parmi les trois principales modifications apportées au récit dans les films. Il le lie au traitement réservé à Denethor, qui devient « un personnage absolument déplaisant », ces changements permettant d'introduire « un thème particulièrement populaire dans les films américains (récents) : celui du fils cherchant désespérément à gagner l'amour de son père, et du père rejetant (jusqu'à ce qu'il soit trop tard) l'amour de son fils ». Une autre scène critiquée est celle du traitement réservé à Gollum par les hommes de Faramir, qui le battent avec l'accord implicite de leur chef,. Dans le livre, Faramir appelle la créature Sméagol au lieu de Gollum, et dit à ses hommes : « Traitez-la avec douceur, mais surveillez-la ».
Dans la version longue des Deux Tours, Jackson a inclus un flashback inventé montrant la négligence de Denethor vis-à-vis de Faramir et son favoritisme à l'égard de Boromir au moment du départ de ce dernier pour Fondcombe, expliquant pourquoi Faramir veut plaire à son père en lui apportant l'Anneau (leur relation est tout aussi tendue dans le livre, mais n'affecte pas les décisions prises par Faramir en Ithilien). Pour les critiques, la version longue présente Faramir sous un jour plus favorable,.

### Jeux vidéo
Faramir est un personnage jouable bonus dans le jeu vidéo Le Seigneur des anneaux : Le Retour du roi (EA, 2003). Dans une vidéo bonus du jeu, David Wenham dit que « Faramir et Boromir étaient frères, et il n'aurait pas été improbable que Faramir se soit rendu à Fondcombe à la place de son frère. Et si cela était advenu, Faramir aurait survécu et serait rentré au Gondor ».
Il apparaît aussi comme héros jouable dans La Bataille pour la Terre du Milieu (EA, 2004), ainsi que dans sa suite, La Bataille pour la Terre du Milieu II (EA, 2005) et dans l'extension de cette suite, L'Avènement du roi-sorcier (EA, 2006).
Faramir apparaît en tant que héros jouable dans Le Seigneur des Anneaux : l'Âge des conquêtes (EA, 2009). Il fait aussi deux apparitions en tant que héros invité dans Le Seigneur des Anneaux : le Tiers-Âge (2004).

### Figurines
Faramir apparaît dans le jeu de bataille du Seigneur des anneaux édité par Games Workshop. Trois figurines ont été réalisées : une le montre avec ses hommes, l'autre en compagnie de Damrod et la troisième le représente à pied et à cheval.